# Prowincja Tarma
Prowincja  (hiszp. Provincia de Huancayo) – jedna z dziewięciu prowincji, które tworzą region Junín w Peru.
Mieści się tu Sanktuarium Pampa Hermosa.

## Podział administracyjny
Prowincja Tarma dzieli się na 9 dystryktów:
- Tarma
- Acobamba
- Huaricolca
- Huasahuasi
- La Unión
- Palca
- Palcamayo
- San Pedro de Cajas
- Tapo